# Seeland (Germania)
Seeland è una città di 7 735 abitanti del land della Sassonia-Anhalt, in Germania.
Appartiene al circondario del Salzland.
Non esiste alcun centro abitato denominato "Seeland": si tratta pertanto di un comune sparso.

## Storia
La città di Seeland fu creata il 15 luglio 2009 dall'unione della città di Hoym con i comuni di Friedrichsaue, Frose, Nachterstedt e Schadeleben.